# Sabinas (miasto)
Sabinas – miasto i siedziba gminy Meksyku w północnym Meksyku, w stanie Coahuila, w dolinie rzeki Sabinas. W 2005 r. miasto o powierzchni 2 345,2 km² zamieszkiwało 53 042 osób.